# ان‌جی‌سی ۵۲۰۱
ان‌جی‌سی ۵۲۰۱ (انگلیسی: NGC 5201) یک کهکشان مارپیچی است که در صورت فلکی خرس بزرگ واقع شده است. این کهکشان در ۱۴ آوریل ۱۷۸۹ توسط ستاره شناس بریتانیایی-آلمانی ویلیام هرشل کشف شد. این کهکشان حدود ۳۸۴ میلیون سال نوری از زمین فاصله دارد.